# Hans Labohm
H.H.J. (Hans) Labohm (1941) is een gepensioneerd medewerker van de Nederlandse overheid en econoom die vooral bekendheid heeft verworven als Nederlands bekendste klimaatscepticus. Hij verschijnt regelmatig in de binnen- en buitenlandse media.

## Carrière
Hans Labohm studeerde economie en economische geschiedenis aan de Universiteit van Amsterdam.
Hij begon zijn carrière bij het Ministerie voor Landsverdediging en werd gestationeerd bij de Nederlandse permanente vertegenwoordiging bij de Noord-Atlantische Verdragsorganisatie (NAVO) in Brussel. In 1971 trad hij toe tot het Nederlandse diplomatiek korps en was hij verbonden aan de Nederlandse ambassade in Stockholm. In 1974 keerde hij terug naar Nederland en bekleedde hij verschillende functies bij het Ministerie van Buitenlandse Zaken in Den Haag.
Van 1987 tot 1992 maakte hij deel uit van de permanente vertegenwoordiging bij de OESO in Parijs. Van 1992 tot 2005 was hij als gastonderzoeker en adviseur van de directie verbonden aan het Instituut Clingendael waar hij in aanraking kwam met het Kyoto-protocol.
Labohm was korte tijd een "expert reviewer" voor het IPCC, een titel die men zich kan aanmeten zonder formele procedure of bewijs van expertise. Desondanks heeft Labohm bij herhaling het IPCC bekritiseerd omdat volgens hem zijn opmerkingen aan het IPCC zonder gevolg blijven. Gerbrand Komen, voormalig hoofd Klimaatonderzoek en Seismologie aan het KNMI wijt dit echter aan het feit dat Hans Labohm zijn opmerkingen aan de verkeerde werkgroep stuurde.

## Klimaatstandpunten
Hans Labohm keert zich tegen de door klimaatwetenschap algemeen aanvaardde theorie dat menselijk handelen het broeikaseffect versterkt. Labohm meent dat de mens geen beslissende invloed heeft op het klimaat. Daarenboven meent Labohm dat klimaatmaatregelen en met name het Kyoto-protocol een te zware belasting zullen vormen voor de economie. Labohm wordt hierin bijgetreden door een kleine groep van andere klimaatsceptische economen zoals Emiel Van Broekhoven, Bjorn Lomborg, Richard Tol, Ross McKitrick en politici zoals Thierry Baudet en Frits Bolkestein.
Hans Labohm publiceert bijna dagelijks artikelen over klimaatwetenschap en klimaatbeleid op zijn eigen website en soms in binnen- en buitenlandse sociale media maar niet in wetenschappelijke tijdschriften. Vanaf 2009 schrijft hij occassioneel ook op De Dagelijkse Standaard. Ook is hij enkele keren verschenen op televisie en is hij deelnemer aan congressen van klimaatsceptici.
In 2004 schreef Hans Labohm samen met Dick Thoenes en Simon Rozendaal het boek ‘Man-Made Global Warming: Unravelling a Dogma’. Het boek kreeg wisselende kritieken: van zeer kritisch in het NRC Handelsblad tot lovend in het Algemeen Dagblad.

## Kritiek
Hans Labohm wordt als een van Nederlands bekendste klimaatsceptici vaak bekritiseerd omdat hij manipulatief zou omgaan met gegevens, onder andere door weerman Gerrit Hiemstra en klimaatonderzoeker Bart Verheggen van het Energieonderzoek Centrum Nederland en Bart Strengers van het Planbureau voor de Leefomgeving (PBL). Bart Strengers ging openlijk in debat met Hans Labohm op de website van de NOS. Het PBL zette de blogdiscussie later om in een rapport. De discussie resulteerde in een weddenschap waarbij Hans Labohm wedde dat het klimaat in de jaren 2010-2014 niet zou opwarmen of zelfs zou afkoelen. Hij heeft die weddenschap verloren. Sindsdien heeft hij de doelpalen verplaatst, naar de sloganeske uitspraak "de verschrikkelijke opwarming die maar niet wil komen". Deze slogan werd in een reactie op zijn website onderuit gehaald, maar hij blijft die slogan nog geregeld herhalen. 
Door de kranten NRC Handelsblad en de Volkskrant worden de standpunten van Hans Labohm reeds jaren actief uit de krant geweerd. Chef-wetenschap Martijn van Calmthout van de Volkskrant is van oordeel dat klimaatsceptici het grote publiek trachten te misleiden door middel van achterhaalde standpunten en weigert daarom mensen als Hans Labohm en Theo Richel van De Groene Rekenkamer nog op te voeren in zijn krant. Dit standpunt leidde in 2007 tot de kritiek van Frits Bolkestein dat er censuur gepleegd wordt. Op zijn eigen website past Labohm echter ook al jaren zelf geregeld censuur toe door het geregeld verwijderen van de reacties die fouten aanwijzen in zijn artikelen, kritiek geven op zijn visie, of zijn argumentaties weerleggen. Hij omschrijft dergelijke reacties als "spam" of "trolreacties", weigert de discussie aan te gaan, of in te gaan op de weerleggingen die in die reacties aangehaald worden Hij verantwoordt dit door te schrijven dat "Climategate.nl niet bedoeld [is] als podium voor oeverloze herhaling van het weerlegde AGW-dogma" (zonder ooit uit te leggen waarom AGW een dogma zou zijn of hoe AGW wetenschappelijk weerlegd zou zijn) of "Climategate.nl [is] niet bedoeld als podium voor klimaatalarmisten". De wetenschappelijk breed gedragen conclusies van het IPCC beshouwt hij louter als "de IPCC-mantra" en die mogen "niet herhaald worden" op zijn website.

## Lidmaatschappen
- Adviseur voor de Europese afdeling van het Committee for a Constructive Tomorrow
- Lid raad van bestuur bij De Groene Rekenkamer
- Klimaatexpert voor het The Heartland institute
- Adviseur voor de Stichting Meer Vrijheid
- Allied expert voor het Natural Resource Stewardship Project
- Lid van de adviesraad van de Frederic Bastiatstichting
- VVD

## Boeken
- Sleutelen aan het kapitalisme. Over de intellectuele wortels van de neo-liberale revolutie
- (en)  Hans Labohm, Dick Thoenes & Simon Rozendaal : Man-Made Global Warming: Unravelling a Dogma (2004), ISBN 0906522250